# 11e cérémonie des Saturn Awards
La 11e cérémonie des Saturn Awards, récompensant les films sortis avant 1984 — en grande partie en 1983 — et les professionnels s'étant distingués, s'est tenue en 24 mars 1984.

## Palmarès
Les lauréats sont indiqués ci-dessous en premier de chaque catégorie et en gras.

### Meilleur film fantastique
- La Foire des ténèbres (Something Wicked This Way Comes)
  - Les Aventuriers du bout du monde (High Road to China)
  - Krull (Krull)
  - Jamais plus jamais (Never Say Never Again)
  - Octopussy

### Meilleur film d'horreur
- Dead Zone (The Dead Zone)
  - Christine (Christine)
  - Cujo (Cujo)
  - La Forteresse noire (The Keep)
  - La Quatrième Dimension (Twilight Zone: The Movie)

### Meilleur film de science-fiction
- Star Wars, épisode VI : Le Retour du Jedi (Star Wars: Episode VI - Return of the Jedi)
  - Tonnerre de feu (Blue Thunder)
  - Brainstorm (Brainstorm)
  - Les envahisseurs sont parmi nous (Strange Invaders)
  - Wargames (WarGames)

### Meilleur acteur
- Mark Hamill - Star Wars, épisode VI : Le Retour du Jedi
  - Matthew Broderick - Wargames
  - Christopher Reeve - Superman 3
  - Roy Scheider - Tonnerre de feu
  - Christopher Walken - Dead Zone

### Meilleure actrice
- Louise Fletcher - Brainstorm
  - Bess Armstrong - Les Aventuriers du bout du monde
  - Bobbie Bresee - Mausoleum
  - Carrie Fisher - Star Wars, épisode VI : Le Retour du Jedi
  - Ally Sheedy - Wargames

### Meilleur acteur dans un second rôle
- John Lithgow - La Quatrième Dimension
  - Scatman Crothers - La Quatrième Dimension
  - Jonathan Pryce - La Foire des ténèbres
  - Billy Dee Williams - Star Wars, épisode VI : Le Retour du Jedi
  - John Wood - Wargames

### Meilleure actrice dans un second rôle
- Candy Clark - Tonnerre de feu
  - Maud Adams - Octopussy
  - Annette O'Toole - Superman 3
  - Meg Tilly - Psychose 2
  - Natalie Wood - Brainstorm

### Meilleure réalisation
- John Badham - Wargames
  - Woody Allen - Zelig
  - David Cronenberg - Dead Zone
  - Richard Marquand - Star Wars, épisode VI : Le Retour du Jedi
  - Douglas Trumbull - Brainstorm

### Meilleur scénario
- Ray Bradbury - La Foire des ténèbres
  - Jeffrey Boam - Dead Zone
  - Lawrence Kasdan, George Lucas - Star Wars, épisode VI : Le Retour du Jedi
  - Bill Condon, Michael Laughlin - Les envahisseurs sont parmi nous
  - Lawrence Lasker, Walter F. Parkes - Wargames

### Meilleurs costumes
- Aggie Guerard Rodgers, Nilo Rodis-Jamero - Star Wars, épisode VI : Le Retour du Jedi
  - Milena Canonero - Les Prédateurs
  - Anthony Mendleson - Krull
  - Tom Rand - The Pirates of Penzance
  - Ruth Myers - La Foire des ténèbres

### Meilleurs effets spéciaux
- Richard Edlund, Dennis Muren, Ken Ralston - Star Wars, épisode VI : Le Retour du Jedi
  - Entertainment Effects Group - Brainstorm
  - Ian Wingrove - Jamais plus jamais
  - Lee Dyer - La Foire des ténèbres
  - Chuck Comisky, Kenneth Jones, Lawrence E. Benson (Private Stock Effects Inc.) - Les envahisseurs sont parmi nous

### Meilleure Musique
- James Horner - Brainstorm
  - Charles Bernstein - The Entity
  - James Horner - Krull
  - John Williams - Star Wars, épisode VI : Le Retour du Jedi
  - James Horner - La Foire des ténèbres

### Meilleur maquillage
- Phil Tippett, Stuart Freeborn - Star Wars, épisode VI : Le Retour du Jedi
  - Dick Smith, Carl Fullerton - Les Prédateurs
  - James R. Scribner - En plein cauchemar
  - Gary Liddiard, James R. Scribner - La Foire des ténèbres
  - Ken Brooke - Les envahisseurs sont parmi nous

### Prix spéciaux

#### George Pal Memorial Award
- Nicholas Meyer

#### Presidents's Award
- Roger Corman